# レオノーレ・プロハスカ
レオノーレ・プロハスカ (Leonore Prohaska　WoO 96) は、ルートヴィヒ・ヴァン・ベートーヴェンが1814年から1815年に作曲した劇付随音楽。

## 作曲の経緯
ウィーン会議の開催されていた1814年秋から翌15年初夏までのあいだにウィーンを訪れたプロイセン王ヴィルヘルム三世に同行してきた枢密院第1秘書官のレオポルト・ドゥンカー (1768?～1842）はベートーヴェンと交渉して、1813年に起きた戦時中の悲劇を描いた《レオノーレ・プロハスカ》という劇をベートーヴェンの音楽付きでウィーンで上演しようと考えていた。ベートーヴェンはこの交渉に応じて、4曲からなる劇音楽を作成した。

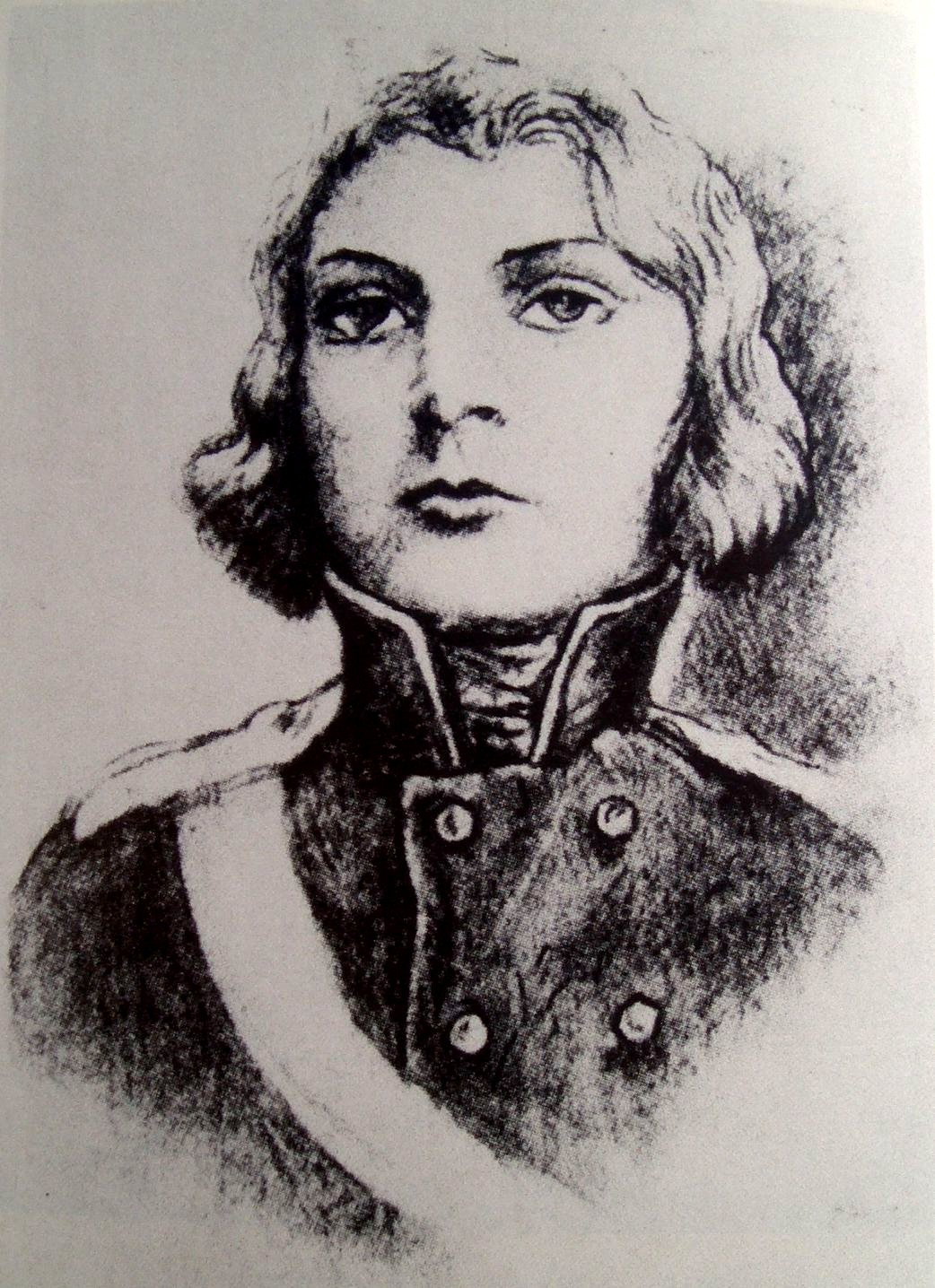
エレオノーレ・プロハスカ

レオノーレ・プロハスカとは、1785年にドイツで生まれ、のちに名前をAugust Renzと偽り男性軍人としてプロイセン軍でナポレオンと戦い、「ポツダムのジャンヌ・ダルク」と言われ、1813年に没した女性エレオノーレ・プロハスカに由来し、男性として戦ったという点と、名前の点で共通点があるレオノーレ（ベートーヴェンが作曲したオペラ「フィデリオ」の人物）を重ね、何か感じたのだろうと考えられている。

## 作品の構成
第一曲「兵士の合唱(Krieger-Chor)」
変ロ長調、4分の2拍子。13小節からなる歌だが、3節が繰り返し歌われる。
第二曲「私の庭に花が咲き(Romanze)」
ト長調、8分の6拍子。ハープによる序奏のあとにソプラノが「私の庭に花が咲き」と歌う22小節のロマンス。
第三曲「かつてあの花は、お前を飾っていた(Melodram)」
ニ長調、4分の3拍子。グラスハーモニカと語りによる音楽。グラスハーモニカのアルバムなどにはよく収録されている。
第4曲「葬送行進曲(Trauermarsch)」
ロ短調、4分の4拍子。1801年に作曲したピアノ・ソナタ第12番の第3楽章「葬送行進曲」変イ短調を移調してオーケストラに編曲したもの。

## 録音
Discogsで確認できる録音には、以下のものがある（勿論この他にも録音は存在する）。
- 全曲録音
  - クラウディオ・アバド指揮 ベルリン・フィルハーモニー管弦楽団
  - カール・アントン・リッケンバッハー指揮 ベルリン放送交響楽団
- 第3曲を除いた録音
  - レイフ・セーゲルスタム指揮 トルゥク・フィルハーモニー管弦楽団（英語版）
- 第2曲のみの録音
  - リチャード・エガー（英語版）指揮 エンシェント室内管弦楽団、チェン・レイス（英語版）（ソプラノ）
- 第3曲、第4曲のみの録音
  - ハンス＝フーベルト・シェーンツェラー（英語版）指揮 ベルリン交響楽団
- 第3曲のみの録音
  - トーマス・ブロッホ（英語版）（グラスハーモニカ）
- 第4曲のみの録音
  - スタニスワフ・スクロヴァチェフスキ指揮 ミネソタ管弦楽団
  - ベーラ・ドラホシュ（英語版）指揮 ニコラウス・エステルハージ・シンフォニア
  - ケント・ナガノ指揮 モントリオール交響楽団
  - 小澤征爾指揮 サイトウ・キネン・オーケストラ